# David Friedrich Strauss
 Der er for få eller ingen kildehenvisninger i denne artikel, hvilket er et problem. Du kan hjælpe ved at angive troværdige kilder til de påstande, som fremføres i artiklen.

David Friedrich Strauss, (født 27. januar 1808 i Ludwigsburg i Württemberg i Tyskland, død 8. februar 1874 i Ludwigsburg) var en tysk forfatter, filosof og protestantisk teolog. 

Han vakte opsigt med sit store værk i to bind fra 1835-1836, hvor han anvender mytebegrebet på evangelierne.

## Liv
Strauss studerede teologi i Tübingen. 1830 blev han tilknyttet seminariet i Maulbronn. 1831 drog han til Berlin for at studere hos Schleiermacher og Hegel, der dog døde omtrent samtidig. 1832 blev han lærer, repetent, ved det teologiske studenterkollegium "Das Stift"  og holdt samtidig filosofiske forelæsninger ved universitetet.
1835 blev han imidlertid fjernet fra lærerstillingen og sendt til en mindre central stilling i Ludwigsburg.  
1839 fik han en stilling i Zürich som professor i dogmatik, men blev straks pensioneret på grund af den voldsomme modstand det vakte.  
1841 giftede han sig med sangerinden A. Schebest, men de blev skilt efter få år.
I årene som fulgte, skrev Strauss en række historiske værker og biografier, gerne med brod mod kristendommen i almindelighed og den lutherske ortodoksi i særdeleshed, og han kom efterhånden mere og mere på afstand af kristendommen.

## Udgivelser
Strauss vakte stor opsigt med sit skrift i to store bind fra 1835-1836   Das Leben Jesu, kritisch bearbeitet, hvori han hævdede at den allerede tildels bredt accepterede forståelse af en række bibeltekster som mytiske også kunne anvendes om de fire evangelier i deres helhed. 

Dette udløste livlige kontroverser med bidrag fra næsten alle tidens vigtige teologiske eller filosofiske navne. Strauss uddybede og forsvarede sine standpunkter i en udgivelse fra 1837 Streitschriften.
I Stuttgart udgav han i 1839 Charakteristiken und Kritiken og afhandlingen Über Vergängliches und Bleibendes im Christentum. 

En neddæmpet udgave af Das Leben Jesu (1838) erstattede han i 1839 med en ny som reflekterede den gamle radikalitet.
Hans andet hovedværk, Die christliche Glaubenslehre, in ihrer geschichtlichen Entwickelung und im Kampf mit der modernen Wissenschaft dargestellt udkom i to bind i 1840 og 1841.
Her kom han med stærk kritik af enkelte dogmer.
På dansk i 1842-43: Fremstilling af den christelige Troeslære i dens historiske Udvikling og i dens Kamp med den moderne Videnskab. Oversat af Hans Bröchner
En ny udgave af Das Leben Jesu (1864, "bearbeidet for folket") blev oversat til en række sprog. Blandt det nye materiale inkorporerede han sine seneste tilbagevisninger af kritikkerne.
1872 kom værket Der alte und der neue Glauben hvor han forsvarede en materialistisk influeret monisme. Spørgsmålet om «vi» (dvs. ham selv og de som var enige) fremdeles er kristne, besvarer han med åbent «nej». En religiøsitet som står i forbindelse med universet og dets naturlove ville Strauss ikke have valgt for sig selv, men så dette som et legitimt og bedre alternativ til den kristne gudstro. Bogen blev stærkt kritiseret blandt andet af den unge Friedrich Nietzsche.
Nietzsche spottede Strauss ved at kalde ham for en Bildungsphilister, en uddannet småborger:  "... Nietzsche did him one better by coining a term: Bildungsphilister, an educated philistine who serves as the prototypical ‘cultured’ German. ..."

## Teologi
For Strauss selv var hans tolkning først og fremst en anvendelse af hegeliansk filosofi på evangelierne. Han betragtede ikke Guds Søn som enkeltmenneske men som en idé, en Kristusidé. 

Grundtanken er at sandheden ligger i idéen, hvis selvrealisering ikke finder sted i et enkelt individ, men i menneskeheden som sådan. Idéen knytter sig til en bestemt personlighed, fordi den i ham blev bragt til almen bevidsthed i anskuelsens form. Jesusmyten er disciplenes værk. Den er ikke bedrageri, men udtryk for den sociale helhed på samme måde som et folks sagn. 
Efter et slags hegelsk skema kunne Strauss' løsning med den mytiske tydning forstås som syntesen, hvor supranaturalisternes overnaturlige forklaringer kunne gøre det ud for tesen, mens den rationalistiske der havde gjort alt naturligt, så var antitesen. En konstruktion der ikke behøvede en undersøgelse af kildernes værdi; Strauss er da heller ikke interesseret i at tegne et billede af Jesu personlighed således som man var både før og efter – den såkaldte Jesu-liv-forskning.
Thi hvis en tekst efter sit væsen er mytisk, idet den beretter om guddommelige hændelser, er det håbløst at ville bruge den som historisk kilde. En mytisk overlevering kan ikke omformes til en historisk ved udskillelse af en historisk kerne.
Det vi tror, kan vi ikke finde i historien.
(Grane 1982 s. 152ff)

## Betydning
Den strid som Strauss udløste, førte til at hegelianismen delte sig i to lejre, det hegelske højre og det hegelske venstre (udtrykkene stammer fra Strauss). Selv kunne han indordnes til venstre, den side som senere skulle kulminere i Ludwig Feuerbachs ateistiske materialisme og derefter fandt vej videre til Karl Marx' dialektiske materialisme.
Strauss stillede det historiske problem klarere end det tidligere var gjort, forholdet mellem tro og historie. Meget af den forargelse hans bog vakte, var bestemt af den frygt eller afmagt over for de problemer han så ubarmhjertigt havde fremdraget. Han havde dog ikke selv nogen løsning. 
Hovedsvagheden hos Strauss ligger i den blotte negation, i afvisningen af den nytestamentlige historie.
Strauss burde nemlig have vist hvordan man overhovedet kunne komme fra ideen og myten til kristendommen og de nytestamentlige skrifter. Netop dette havde hans lærer Ferdinand Christian Baur set som sin opgave. (Klaus Kienzler Arkiveret 13. juni 2006 hos  Wayback Machine)
Senere skulle teologer som Martin Kähler (1835-1912) og derefter Rudolf Bultmann (1884-1976) arbejde videre på
distinktionen mellem den historiske person Jesus fra Nazaret og troens Kristus-skikkelse.